# Охорона здоров'я в Латвії

Середня тривалість життя в Латвії з 1896 по 2021 рік

У вересні 2018 року журнал The Lancet опублікував новий показник очікуваного людського капіталу, розрахованого для 195 країн з 1990 по 2016 рік. Він був визначений для кожної народжуваної когорти як передбачена тривалість життя у віці від 20 до 64 років та скоригований відповідно до рівня освіти, якості навчання або освіти та стану здоров'я. Латвія посіла двадцять перше місце за рівнем ймовірного людського капіталу. Показником стали 23 очікувані роки життя у віці від 20 до 64 років, відповідно до стану здоров'я, освіти та навчання.
Станом на 2009 рік у Латвії було приблизно 8600 мешканців, інфіковані ВІЛ/СНІД, що становить 0,7 % рівня поширеності ВІЛ серед дорослих. У 2008 році в Латвії було зареєстровано 32 376 (1,44 %) індивідуальних випадків алкоголізму, а також залежності від інших речовин. Щорічна кількість народжених на одну тисячу жінок-підлітків віком від 15 до 19 років знизилася з 49,9 у 1990 році до 17,9 у 2007 році У 2005 році в Латвії рівень самогубств становив 24,5 на 100 000 жителів (що зменшився з 40,7 у 1995 році), а це 7-й найвищий показник у світі. Латвія досягла значного зниження показника дитячої смертності з 6,2/1000 народжень у 2012 році до 3,9/1000 у 2014 році
У 2018 році було проведено оцінку стану здоров'я латвійських та іноземних студентів-медиків, які навчаються в Ризі. У латвійських студентів спостерігалася вища поширеність тривожних, депресивних та фізичних симптомів. Адаптація до стресових подій у житті була для них проблематичною. Необхідно провести подальші дослідження, щоб визначити, чи латвійці мають нижчий поріг чутливості до стресу та чи піддаються вони більшій кількості стресових факторів, ніж іноземні студенти. На такі стресові фактори може впливати зростання соціальної нерівності в Латвії.

## Охорона здоров'я
Система охорони здоров'я у Латвії є універсальною програмою, яка в основному фінансується шляхом державних податків. Вона схожа на британську систему охорони здоров'я типу NHS із розподілом покупців і постачальників (PPS). Після численних реформ у 2011 році була створена система Національної служби охорони здоров'я (NHS) (Nacionālais veselības dienests (NVD).
NVD контролює реалізацію політики у сфері охорони здоров'я, тоді як Міністерство охорони здоров'я розробляє політику та здійснює нагляд за системою. Медичні послуги для громадян Латвії є безкоштовними. Міністерство охорони здоров'я країни керує системою охорони здоров'я через поєднання інституційного органу соціального страхування, законодавчого забезпечення охорони здоров'я, що фінансується шляхом податків, і численних державних та приватних постачальників.
Попри майже повне охоплення населення NVD, створеною у 2011 році, існують проблеми з рівним доступом до медичних послуг. Вони пов'язані з географічним розподілом медичних працівників, платою за послуги та довгими чергами на прийом до лікарів. Пакет медичних послуг, що фінансується державою, обмежений за обсягом і охоплює лише заздалегідь визначений набір послуг.
Система охорони здоров'я Латвії була однією з найнижчих у списку систем охорони здоров'я в Європі через надмірний час очікування на лікування, недостатній доступ до сучасних ліків та інші фактори. У 2009 році в Латвії налічувалось 59 лікарень, 94 у 2007 році та 121 у 2006 році
З 2012 року показники значно покращилися: за два роки рівень дитячої смертності знизився з 6,2 до 3,9 на одну тисячу пологів.
Корупція відносно широко поширена в системі охорони здоров'я Латвії, хоча ситуація покращилася з початку 1990-х років. Відзначено, що середовище, сприятливе для корупції, зумовлено низькою заробітною платою та неправильно проведеними системними реформами. Це також призводить до відтоку мізків, переважно до західних країн ЄС.  Відповідно до опитування, проведеного Euro Health Consumer Index у 2015 році, Латвія була серед європейських країн, в яких найчастіше повідомлялося про неофіційні платежі лікарям.